# Municipio de Harrison (condado de Hamilton)
El municipio de Harrison (en inglés: Harrison Township) es un municipio ubicado en el condado de Hamilton en el estado estadounidense de Ohio. En el año 2010 tenía una población de 13934 habitantes y una densidad poblacional de 301,43 personas por km².

## Geografía
El municipio de Harrison se encuentra ubicado en las coordenadas 39°15′31″N 84°47′28″O / 39.25861, -84.79111. Según la Oficina del Censo de los Estados Unidos, el municipio tiene una superficie total de 46.23 km², de la cual 45.37 km² corresponden a tierra firme y (1.85%) 0.85 km² es agua.

## Demografía
Según el censo de 2010, había 13934 personas residiendo en el municipio de Harrison. La densidad de población era de 301,43 hab./km². De los 13934 habitantes, el municipio de Harrison estaba compuesto por el 97.91% blancos, el 0.25% eran afroamericanos, el 0.18% eran amerindios, el 0.55% eran asiáticos, el 0.01% eran isleños del Pacífico, el 0.4% eran de otras razas y el 0.7% pertenecían a dos o más razas. Del total de la población el 1.02% eran hispanos o latinos de cualquier raza.